# Эр (епископ Каркассона)
Эр (лат. Eurus, фр. Eure; умер не ранее 860) — епископ Каркассона (упоминается в 860 году).

## Биография
Раннесредневековая история Каркассона довольно скудно освещена в современных событиям исторических источниках. В том числе, до сих пор неизвестна точная последовательность глав Каркассонской епархии этого времени.
Первоначально предполагалось, что преемником епископа Сеньора, упоминавшегося в документе 813 года, был Ливьюла, нахождение которого на кафедре Каркассона датировали 850-ми годами. Однако затем было установлено, что документ, называвший Ливьюлу епископом, является позднейшей подделкой. На основании этого в списки глав Каркассонской епархии были внесены уточнения, согласно которым, следующим после Сеньора местным епископом стал считаться Эр.
Эр лишь один раз упоминается в современном ему документе — актах церковного собора в Туси, в котором он принимал участие. На этом соборе, созванном по повелению королей Карла II Лысого и Лотаря II, рассматривались вопросы по установлению порядка как в церковных, так и в светских делах, а также спор о несостоявшемся браке между графом Клермона Этьеном и дочерью графа Тулузы Раймунда I.
Дата смерти епископа Эра неизвестна. До последней трети XIX века считалось, что преемником Эра был Арнульф, упоминаемый как аббат Анианского монастыря в 853 году и как глава каркассонской кафедры в 870-х годах в документе о событиях 887 года. Однако исследование хартий из архива Сен-Жильского аббатства позволило историкам внести изменения в традиционный список епископов Каркассона. В настоящее время наиболее вероятным считается предположение о том, что преемником Эра был Леотгарий, участник собора в Труа в 878 году.